# Great Habton
Great Habton är en by i civil parish Habton, i kommunen North Yorkshire, i grevskapet North Yorkshire, i England. Byn är belägen 5 km från Malton. Great Habton var en civil parish 1866–1986 när blev den en del av Habton. Civil parish hade 103 invånare år 1961. Byn nämndes i Domedagsboken (Domesday Book) år 1086, och kallades då Abbetune/Abetune/Habetun.